# Aeroporto di Maastricht Aquisgrana
L'Aeroporto di Maastricht Aquisgrana (IATA: MST, ICAO: EHBK) è un aeroporto regionale situato a Beek, Paesi Bassi, localizzato a 9.3 km a nord-est di Maastricht e 28 km a nord ovest di Aquisgrana, in Germania.
È il secondo più grande hub per i voli merci nei Paesi Bassi. A partire dal 2011, l'aeroporto ha avuto un flusso di 360.000 passeggeri e gestito 92.500 tonnellate di merci.